# اپتک
اپتک (انگلیسی: Aptech) شرکت فناوری اطلاعات هندی است، که در سال ۱۹۸۶ تأسیس شد.